# 한다촌 (후쿠시마현)
한다촌(半田村)은 후쿠시마현 다테군에 존재했던 촌이다. 1955년 1월 1일, 합병해 고오리정이 되었기 때문에 소멸하였다.

## 역사
- 1889년 4월 1일 - 정촌제 시행에 수반해 3촌이 합병해 다테군 한다촌이 성립하였다.
- 1955년 1월 1일 - 고오리 정, 무쓰아이 촌, 단자키 촌과 대등합병해 고오리정이 되어 소멸하였다.